# Селезньово (Шелаболіхинський район)
Селезньо́во (рос. Селезнёво) — село у складі Шелаболіхинського району Алтайського краю, Росія. Входить до складу Кіпрінської сільської ради.

## Населення
Населення — 489 осіб (2010; 565 у 2002).
Національний склад (станом на 2002 рік):
- росіяни — 99 %